# 白斑澳洲天竺鯛
白斑澳洲天竺鯛，為輻鰭魚綱天竺鯛科的其中一個種。

## 分布
本魚分布於西太平洋區，包括澳洲、巴布亞紐幾內亞等海域。

## 深度
水深7至80公尺。

## 特徵
本魚體延長而側扁，眼大，口大略下位。魚體呈褐色並具白色雜斑，側線明顯，各鰭為黃色並具有黑斑紋。體長可達10公分。

## 生態
本魚多躲於礁洞下的陰暗處或珊瑚叢中，夜晚覓食，屬肉食性，以底棲性甲殼類為食。繁殖期時，雄魚具有口孵習性，卵約7日化成仔魚，由雄魚吐出，具短暫的仔魚飄浮期。

## 經濟利用
不具任何經濟價值。